# Spiraea dahurica
Spiraea dahurica är en rosväxtart som först beskrevs av Franz Josef Ivanovich Ruprecht, och fick sitt nu gällande namn av Carl Maximowicz. Spiraea dahurica ingår i släktet spireor, och familjen rosväxter. Inga underarter finns listade i Catalogue of Life.